# Eduardo Falcocchio
Eduardo Falcocchio (Napoli, 1921 – Milano, 31 ottobre 1974) è stato un compositore italiano.

## Biografia
Nel 1954 vince il Festival di Sanremo il suo brano Tutte le mamme (versi di Umberto Bertini), interpretato da Gino Latilla e Giorgio Consolini.
L'anno seguente partecipò alla stessa manifestazione un'altra sua composizione, Un cuore, che si classificò al quinto posto.
Altri suoi successi furono: Balcone 'e Napule (per Claudio Villa), Zoccoletti, Serenata serena (lanciata da Giorgio Consolini), Piccerella (incisa anche da Renato Carosone).
In SIAE risultano depositati a suo nome 238 brani musicali.

## Canzoni composte da Eduardo Falcocchio
- 1946 - Hanno rapito madonna luna (versi di Enzo Bonagura)
- 1946 - Serenata Serena (versi di Enzo Bonagura)
- 1947 - Quando la luna gioca a nasconderella (versi di Bruno Cherubini)
- 1950 - Zoccoletti (versi di Umberto Bertini)
- 1952 - Luna messaggera (versi di Umberto Bertini)
- 1954 - Io songo milanese (versi di R. Cutolo)
- 1954 - Tutte le mamme (versi di Umberto Bertini)
- 1955 - Un cuore (versi di Peppino Mendes)
- 1955 - Curiosità (versi di Peppino Mendes)
- 1956 - Piccerella (versi di Peppino Mendes)